# Gottfried von Jülich
Gottfried (* um 905; † 1. Juni nach 949) aus der Familie der Matfriede war zumindest 924–936, vermutlich sogar bis 949 Graf im Jülichgau. 

## Leben
Er war der Sohn des Grafen Gerhard im Metzgau und der Oda von Sachsen, einer Tochter von Otto dem Erlauchten, Herzog von Sachsen aus der Familie der Liudolfinger, und somit ein Neffe des Königs Heinrich I. Darüber hinaus war er der jüngere Bruder von Wichfrid, der von 924 bis 953 Erzbischof von Köln und ab 941 Erzkanzler ihres Vetters, des Königs Otto I. war.
Er heiratete Ermentrud, * 908/909, die wohl älteste Tochter von Karl dem Einfältigen, König von Westfranken, der von 910 bis 923 im Besitz des Herzogtums Lothringen und damit sein Lehnsherr war. Da Karl im Jahr 923 sowohl als König als auch als Herzog abgesetzt wurde und kurze Zeit später in Gefangenschaft geriet (und sein einziger Sohn, der 2-jährige Ludwig. von seiner Mutter nach England in Sicherheit gebracht wurde) ist es wahrscheinlich, dass die Hochzeit kurz vor dem Sturz Karls stattfand, zumal die übrigen fünf Töchter offenbar nicht mehr verheiratet wurden.
In einem nicht bekannten Zeitraum war Gottfried als Pfalzgraf von Lothringen der Vertreter des Herzogs. Das Amt wurde von 911 bis 915 von Reginhar (als Markgraf) und anschließend von Wigerich ausgefüllt. Da Wigerich vor 922 starb und Karl III. 923 abgesetzt wurde, bleibt ein kurzes Zeitfenster, in dem Gottfried (trotz seiner Jugend) zum Stellvertreter seines Schwiegervaters in Lothringen eingesetzt worden sein könnte.
Da Gottfried aber gleichzeitig der Neffe Heinrichs I., der Vetter Ottos I. und der Bruder von Ottos engem Berater und späteren Kanzler Wichfrid war, ist es auch möglich, dass ihm dieses Amt nach 923 trotz seiner Verbindung zum gestürzten Karl III. anvertraut wurde. Die Tatsache, dass sein Sohn Gottfried von Jülich 959 selbst Herzog von Niederlothringen wurde, und zwar anfangs als Stellvertreter von Erzbischof Brun von Köln, Ottos Bruder und Nachfolger Wichfrids in beiden Ämtern, spricht dafür, dass die verwandtschaftlichen Beziehungen nach Sachsen bedeutender waren als die ins Westfrankenreich.
Kinder von Gottfried und Ermentrud waren:
- Gottfried I., * 925/935, † Sommer 964 in Rom[1], Graf im Hennegau, Herzog von Niederlothringen 959–964[2]
- Gerberga, * um 925/935, † vor 24. Mai 996; ⚭ Megingoz, * um 920, † 998/999 auf Burg Geldern, Graf in Geldern und Zutphen[3][4] (die Eltern der Adelheid von Vilich)
- Gerhard II., * 925/935, 963 Graf von Metz, Vogt von Remiremont
- Gebhard, * 925/935, „Ahnherr großer Franken“
- Adalhard, „Ahnherr großer Franken“